# Гранд-Геде
Гранд-Геде (англ. Grand Gedeh County) — одне з графств Ліберії. Адміністративний центр — місто Зведру.

## Географія
Розташоване в східній частині країни. Межує з Кот-д'Івуаром (на півночі і сході) і графствами: Німба (на заході), Сіное і Рівер-Гі (на півдні). Площа становить 10 480 км ².

## Населення
Населення за даними перепису 2008 року — 126 146 осіб. Щільність населення — 12,04 чол./км². Значна частина населення сповідує іслам.
Динаміка чисельності населення графства по роках:
| 1984    | 1986    | 2008    | 2013    |
| ------- | ------- | ------- | ------- |
| 102 800 | 109 000 | 126 146 | 139 647 |

## Адміністративний поділ
Графство ділиться на 3 дистрикти (населення — 2008 року):
- Гбарзон (англ. Gbarzon District)
- Конобо (англ. Konobo District) (21 424 осіб)
- Чієн (англ. Tchien District) (30 467 осіб)